# Benjamin Gottlieb Müller
Benjamin Gottlieb Müller (ur. 1752 w Głogowie, zm. 13 lutego 1816 we Wrocławiu) – pierwszy nadburmistrz Wrocławia w latach 1809–1812 po wprowadzeniu nowej ordynacji miejskiej w Królestwie Pruskim.

## Życiorys
Pierwsza wzmianka historyczna na temat Müllera pochodzi z 1786 r. W 1791 r. awansował na stanowisko syndyka. Od 21 do 23 marca 1809 r. przewodniczył obradom komisji zajmującej się organizacją pierwszych wyborów samorządowych we Wrocławiu, złożonej z członków dawnego Magistratu i Paula Dannenberga, komisarza ds. reformy. Zdecydowała ona o liczebności przyszłej rady miejskiej. Po wybraniu rady w kwietniu 1809 r. został powołany na pierwszego nadburmistrza w historii miasta.
Do jego najważniejszych zadań nowych władz należało tworzenie nowych struktur władzy miejskiej oraz wprowadzenie w życie kolejnych reform państwa pruskiego, w tym reformy gospodarczej oraz sekularyzacji majątków kościelnych. Nadzorował pierwsze lata odbudowy Wrocławia po zbombardowaniu przez wojska napoleońskie, które miało miejsce w grudniu 1806 r. Rządy w mieście sprawował do 1812 r.